# Thaumasius
Thaumasius is een geslacht van vogels uit de familie kolibries (Trochilidae) en de geslachtengroep Trochilini (briljantkolibries). Er is zijn twee soorten:
- Thaumasius baeri  – Tumbeskolibrie
- Thaumasius taczanowskii  – Vlekkeelkolibrie